# Abraham Abramson

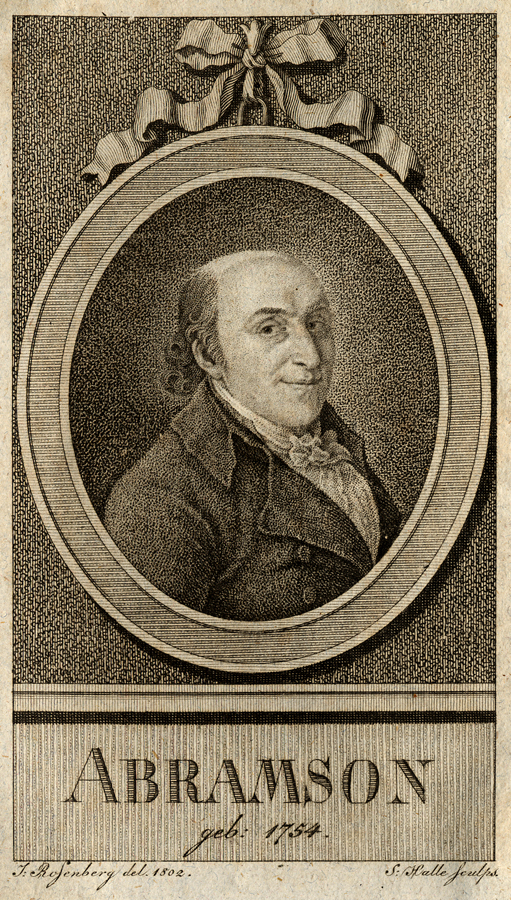
Abraham Abramson, Stich von Johann Samuel Halle nach Johann Georg Rosenberg (1802)

Abraham Abramson (geboren 1752 oder 1754 in Potsdam; gestorben 23. Juli 1811 in Berlin) war ein deutscher und der bedeutendste jüdische Medailleur sowie königlicher preußischer Münzmeister.

## Leben

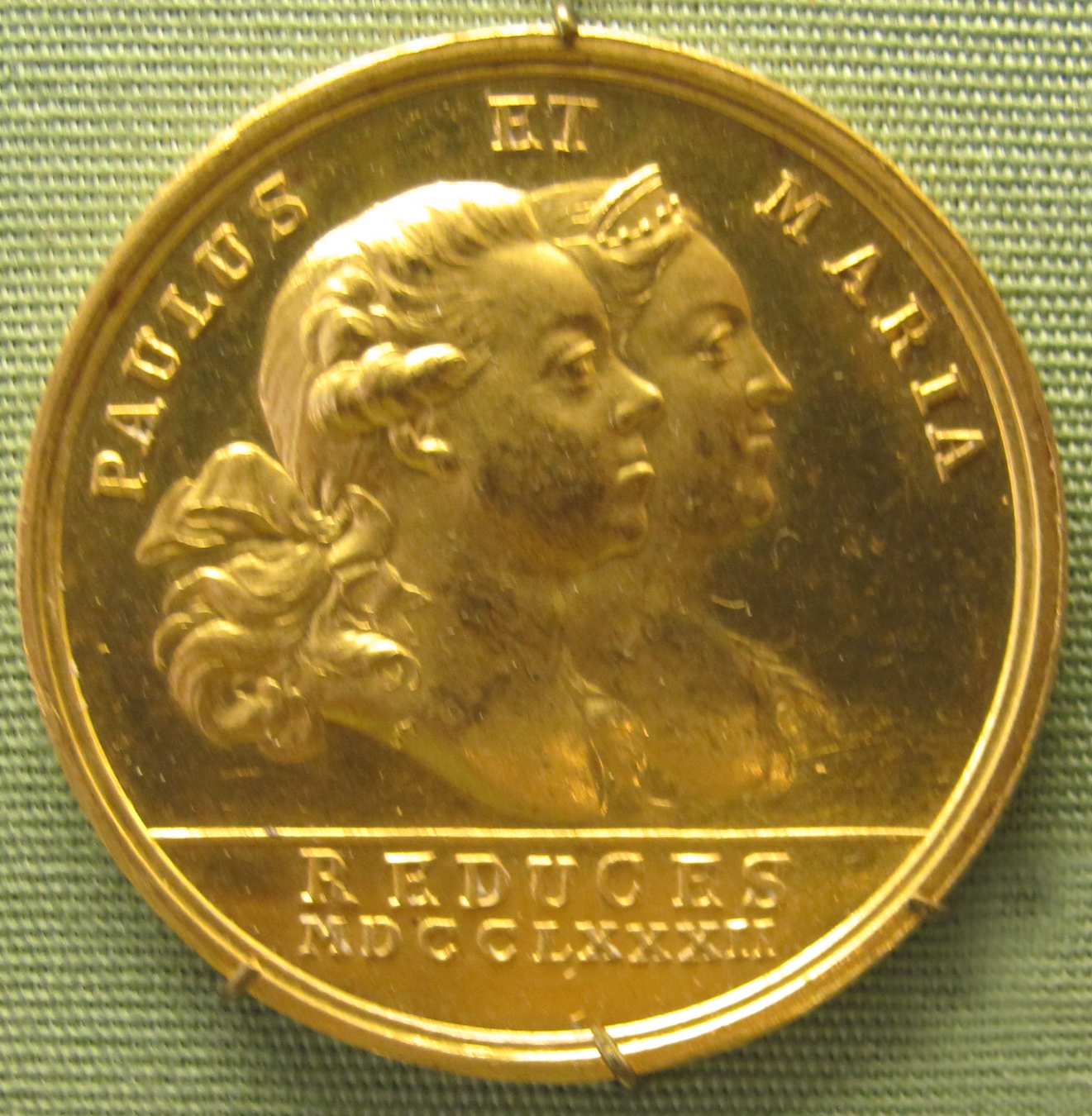
Gold-Medaille von 1783

Abraham Abramson war Schüler seines Vaters Jakob Abraham Abramson (1723–1800), in Berlin tätig und verfertigte Medaillen, die aktuelle Ereignisse seiner Zeit zum Thema hatten, besonders aus der preußischen Geschichte. Außerdem bildete er Berühmtheiten ab, wie Immanuel Kant, Gotthold Ephraim Lessing, Christoph Martin Wieland, Johann Georg Sulzer, Friedrich Gedike, Leonhard Euler, Moses Mendelssohn und Marcus Herz, auch einige Medaillen jüdischen Inhalts stammen von ihm.
Abramson gilt in seinem Bereich als „bedeutendster Vertreter des Klassizismus in Deutschland“. Er schuf mehr als 250 Medaillen. Zusätzlich verfertigte er bis 1807 57 Gedenkmünzen, die in Johann Georg Meusels Teutschem Künstlerlexikon von 1808 erfasst sind.